# Денніс Коннер
Денніс Коннер (англ. Dennis Conner, 16 вересня 1942) — американський яхтсмен.
Бронзовий призер Олімпійських Ігор 1976 року в класі Темпест.
Чемпіон світу в класі Зоряний 1971, 1977 років, срібний призер 1978 року.